# 352148 Tarcisiozani
352148 Tarcisiozani è un asteroide della fascia principale. Scoperto nel 2007, presenta un'orbita caratterizzata da un semiasse maggiore pari a 2,6816282 UA e da un'eccentricità di 0,2719041, inclinata di 3,83393° rispetto all'eclittica.